# Nina Samuels
Samantha Allen (Aldershot, Inglaterra; 17 de octubre de 1988) es una ex luchadora de lucha libre profesional británica, que ha participado en WWE para su firma británica de NXT UK bajo el nombre artístico de Nina Samuels.

## Carrera

### Comienzos
Samuels comenzó a luchar para British Empire Wrestling (BEW) en 2014. El 19 de septiembre en BEW/RCW Britain's Rising 2, Samuels formó equipo con Kirsty Love en un combate tag contra Dragonita y Shanna. Regresó en BEW Britain's Rising IV en un combate contra la actual campeona Leah Owens por el título femenino de Revolution Championship Wrestling. Samuels compitió el 3 de junio en el International Grand Prix 2017 en un combate a tres contra Christi Jaynes y Shotzi Blackheart.
Samuels debutó el 18 de febrero en Pro-Wrestling: EVE en EVE A Day at the Resistance, donde formó equipo con Meiko Satomura y Shanna en un tag match perdiendo ante Emi Sakura, Erin Angel y Tegan Nox. Ganó el Wildcard Ladder Match en el 1st Wrestle Queendom en 2018 y cobró su contrato durante un combate entre Charlie Morgan y Kay Lee Ray, inmovilizando a Morgan para ganar el Pro-Wrestling: Eve Championship.

### WWE (2018-2022)
El 25 de agosto de 2018, Samuels compitió en la Primera Ronda del Torneo del Campeonato Femenino de NXT UK, donde fue derrotada por Dakota Kai. El 23 de enero de 2019, Samuels se enfrentó a Lana Austin donde salió victoriosa. Samuels se enfrentó a Toni Storm por el Campeonato Femenino de WWE NXT UK el 19 de abril. Compitió en la batalla real de 12 personas por el WWE NXT UK Women's Title #1 Contendership el 14 de junio, donde Kay Lee Ray salió victoriosa. El 12 de noviembre de 2020, Samuels se enfrentó a Xia Brookside. 
En el combate, Samuels intentó fingir una lesión de rodilla, pero el tiro le salió por la culata cuando Brookside la arrolló para conseguir una rápida victoria. Sin embargo, tras el combate, Samuels se hizo con la victoria al agredir a Brookside en ringside. El enfrentamiento entre Samuels y Brookside continuaría semana tras semana. En particular, Samuels le costó a Brookside un combate contra Isla Dawn el 10 de diciembre de 2020. 
Finalmente, ambas volvieron a enfrentarse en el episodio del 4 de febrero de 2021 de NXT UK, donde Samuels salió victoriosa tras golpear a Brookside con su bolso. Brookside exigió una revancha en la que la perdedora se convirtiera en la asistente personal de la ganadora durante todo un mes. Y el 25 de febrero, Brookside derrotó a Samuels en ese combate. Durante todo el mes de marzo, Samuels se vería obligado a trabajar como asistente de Brookside.
El 18 de agosto de 2022, Samuels fue uno de los varios talentos de NXT UK liberados de sus contratos con el anuncio de la pausa de NXT UK y el próximo lanzamiento de la nueva marca NXT Europe.

## Campeonatos y logros
- Lucha Britannia
  - Lucha Britannia World Championship (4 veces)
- Pro-Wrestling: EVE
  - Pro-Wrestling: EVE Championship (1 vez)[3]
  - Pro-Wrestling: EVE Tag Team Championship (1 vez) – con Chantal Jordan[4]
- Pro Wrestling Illustrated
  - Posicionada en el nº 90 del top 100 de luchadoras femeninas en el PWI Female 100 en 2020[5]
- Riot Cabaret Pro Wrestling
  - Riot Cabaret Womens Championship (1 vez)